# تدافع جبل الجرمق
في 30 أبريل 2021، حدث تدافع في إسرائيل خلال الحج السنوي لجبل الجرمق في عطلة لاك بعومر. وقعت الكارثة في حوالي الساعة 00:50 صباحا بتوقيت إسرائيل الصيفي، مما أسفر عن مقتل ما لا يقل عن 45 شخصًا وإصابة أكثر من مائة آخرين، من بينهم العشرات الذين أصيبوا بجروح خطيرة. وكانت واحدة من أسوأ الكوارث المدنية في التاريخ الإسرائيلي.

## التدافع
وفقا لأحد الشهود، تسبب طريق ضيق، حاول أكثر من ألف شخص المرور عبره، في سقوط الناس فوق بعضهم البعض أثناء خروجهم من مجمع أقيمت فيه الاحتفالات. وقالت مصادر في الشرطة الإسرائيلية إن حشدا من الناس نشأ بعد أن انزلق الحاضرون على درجات حجرية بالقرب من ممر ضيق بسطح منحدر معدني حوالي الساعة 1:00 صباحا. وقدر المنظمون أن 100000 شخص، غالبيتهم من اليهود الحريديين والشرطة، وصلوا ليلة 29 أبريل.
وبينما كان المسعفون يحاولون الوصول إلى الجرحى، ظل الحاخام الإسرائيلي السابق يسرائيل مائير لاو على المنصة يحث على الهدوء وتلاوة المزامير للجرحى. تم منع ثلاثمائة حافلة إنقاذ من دخول الموقع بسبب إغلاق طرق الوصول. تم أرسال ست طائرات مروحية لإجلاء الجرحى. كما تعطلت خدمة الهاتف المحمول بسبب عدد الأشخاص الذين يحاولون الاتصال بأقاربهم.

## التحقيق في الحادث
ويجرى حاليا التحقيق في الحادث. وقالت الشرطة الإسرائيلية إن الحدث لا يمكن منعه وإنه تم فحص الموقع بحثًا عن عيوب هيكلية لكن الأشخاص الذين ينزلقون على السلالم خرجوا عن سيطرة الشرطة. وصرح قائد شرطة المنطقة الشمالية، شمعون لافي، بأنه «يتحمل المسؤولية كاملة».

## ردود الفعل
كان التدافع هو الكارثة المدنية الأكثر دموية التي تحدث في إسرائيل منذ حريق غابات جبل الكرمل عام 2010 الذي أودى بحياة 45 شخصًا. ووصف رئيس الوزراء بنيامين نتنياهو هذه المأساة بأنها «مأساة كبيرة» وقال إن الجميع يصلي من أجل الضحايا. ووصف وزير الخارجية الألماني هايكو ماس الأمر بأنه «مدمر».
أقيم يوم حداد عام في إسرائيل يوم 2 مايو، ونكست أعلام الدولة فيه.